# Kungsbacka
Kungsbacka ( ouça a pronúncia) é uma cidade da província da Halland, na região da Gotalândia, na Suécia.
É a sede da comuna de Kungsbacka, pertencente ao condado da Halland.
Tem uma área de 11 km² e uma população de 23 475 habitantes (2018).
Está situada a 25 km a sul da grande cidade de Gotemburgo.
A comuna de Kungsbacka faz parte da Área Metropolitana de Gotemburgo.

## Etimologia
O topónimo Kungsbacka é composto pelas palavras  kungs (real, propriedade real) e backa (ladeira, ou eventualmente uma povoação chamada Backa).
A cidade está mencionada como Konghensbacke (1382) e Kongasbacke (1403).

## Comunicações
A cidade de Kungsbacka é atravessada pela estrada europeia E20  (Malmö – Gotemburgo), assim como pela Linha da Costa Oeste (Gotemburgo – Lund).                                                                                                        
O Aeroporto de Gotemburgo-Landvetter fica a 25 km a norte da cidade.

## Economia
A economia de Kungsbacka está dominada pelo comércio e pelos serviços.
Os maiores empregadores são a própria comuna, e a Região Halland. Entre as empresas locais está a Bergsala AB, a distribuidora dos jogos Nintendo na Suécia.

## Personalidades ligadas a Kungsbacka
- Thomas Danielsson (1964-), ex-automobilista
- Hasse Jeppson (1925–2013), jogador de futebol
- Fridolina Rolfö, jogadora de futebol
- Per Wahlöö (1926–1975), escritor